# Casarabonela
Casarabonela – gmina w Hiszpanii, w prowincji Malaga, w Andaluzji, o powierzchni 113,72 km². W 2011 roku gmina liczyła 2726 mieszkańców.